# Cyrnellus risi
Cyrnellus risi är en nattsländeart som först beskrevs av Georg Ulmer 1907.  Cyrnellus risi ingår i släktet Cyrnellus och familjen fångstnätnattsländor. Inga underarter finns listade i Catalogue of Life.